# Galerinha Canta com Aline Barros
Galerinha Canta com Aline Barros é um álbum de vídeo infantil e karaokê da cantora de música gospel Aline Barros, lançado pela AB Records em 2005.
O DVD vem com 10 canções, e tem bônus como receitas e histórias.

## Faixas
1. "A" de Aline, "A" de Alegria
2. Alê! Alê!
3. Dentro da Arca de Noé
4. O Meu Herói
5. A Bicharada
6. Gula, Tá Amarrada
7. Melô da Criação
8. Festinha de Criança
9. Parabéns pra Você
10. Retrato

Todas as faixas do DVD têm como função opcional o karaokê, mas também tem a versão cantada pra quem não quiser o Karaokê 